# Птолемей (тетрарх Итуреи)
Птолемей, сын Меннея (др.-греч. Πτολεμαῖος; ум. около 40 года до н. э.) — сирийский династ арабского или арамейского происхождения, тетрарх Итуреи и Халкиды.
Возможно, принадлежал к династии, имевшей какие-то владения в Келесирии ещё до начала упадка государства Селевкидов. Полибий упоминает некого Меннея, бывшего значительным лицом в Сирии в конце III века до н. э.
Птолемей впервые упоминается в связи с поражением и гибелью селевкидского царя Антиоха XII в 84 году до н. э. По сообщению Иосифа Флавия, войска, занимавшие Дамаск, из ненависти к Птолемею пригласили на царство набатейского правителя Арету III, и тот овладел Келесирией. Стремясь расширить свои владения, Птолемей воевал с Дамаском и Иудеей; из-за частых грабительских набегов Иосиф называет его тяжёлым соседом.
В 63 году до н. э. в Сирию вступил Помпей, истребивший или принудивший к покорности тиранов, закрепившихся в городах за время анархии и промышлявших разбоем. Римляне опустошили владения Птолемея, и он сохранил власть ценой огромной контрибуции, составившей, по словам Иосифа Флавия, 10 тыс. талантов.
После убийства воинами Помпея бывшего иудейского царя Аристобула II и его сына Александра, Птолемей предоставил убежище Антигону и его братьям и сестрам. Сын Птолемея Филиппион влюбился в одну из них, Александру, и женился на ней. Впоследствии Птолемей убил сына и сам женился на Александре.
В 48 году до н. э. вместе с Антипатром Идумейским и Ямвлихом Эмесским присоединился к войску Митридата Пергамского, выступившего на помощь Цезарю, осаждённому в Александрии. Затем поддержал мятеж Цецилия Басса против Цезаря. В 42 году до н. э. вместе с легатом Кассия Фабием и Марионом Тирским попытался завоевать для Антигона трон Иудеи, но потерпел поражение в войне с Иродом. Умер около 40 до н. э., накануне парфянского вторжения в Сирию. Ему наследовал сын Лисаний.